# Рафаило Момчиловић
Рафаило Момчиловић (световно Георгије Момчиловић; Дероње, код Оџака, 23. април 1875 — Славонска Пожега, 3. септембар 1941) био је српски сликар и игуман манастира Шишатовац. Усташе су га натерали да сам себи одржи опело пре него што су га погубили.
Канонизован је као Свети свештеномученик Рафаило Шишатовачки маја 2000. године на литургији у Храму Светог Саве на Врачару, који је водио патријарх српски Павле.

## Детињство, младост и образовање
Георгије Момчиловић рођен је 23. априла 1875. године у бачком селу Дероње, тада у Аустроугарској, од оца Велимира и мајке Персиде. У родном месту завршио је основну школу. У десетој години родитељи га шаљу као ђака у манастир Ковиљ. Одатле је прешао у манастир Манасију, где је 1896. године од игумана Мирона (Ђорђевића) примио монашки чин и добио име Рафаило. Исте године га је митрополит Михаило рукоположио за јерођакона. Касније је прешао у манастир Бођане, а 1907. је био у манастиру Манастир Буково код Неготина.
Упоредо са монашким животом, Рафаило се усавршавао у сликарству. Ликовно образовање стицао је у Москви (где је живео је у подворју Српске Патријаршије), Риму, Венецији и Београду. Био је студент Прве српске цртачке школе Кирила Кутлика, чији је полазник била и Надежда Петровић.
Монах Рафаило је био власник првог аутомобила у селу Дероњама.

## Сликарски рад
Рафаило Момчиловић урадио је, по жељи краљице Драге Обреновић, иконостас у цркви у Великој Крсни (1902). Касније је осликао иконостасе и у манастиру Раковици (1905/1906), у Пачиру и Горњем Ковиљу (1908—1910), као и у цркви Ружици у Београду (1925/1926), што је његово последње дело.
Поред иконостаса, Рафаило је насликао и велики број појединачних икона, као и портрета црквених великодостојника. Међу његова дела убрајају се и импресионистички пејзажи, са којима је учествовао на неколико предратних изложби у Југославији. Својим савременицима је оставио три фијакера препуна слика.
Осликао је цркву у Дероњама.

## Страдање и смрт
Други светски рат Рафаило Момчиловић је дочекао као игуман манастира Шишатовца. Дана 25. августа 1941. ухапсиле су га усташе, и, заједно са тројицом шишатовачких монаха, возом упутиле за Славонску Пожегу. Игуман Рафаило је током пута мучен на разне начине. Био је приморан да самом себи служи опело. Мучен и злостављан, преминуо је 3. септембра исте године у Славонској Пожеги, а ни данас се не зна где је сахрањен.

## Заоставштина
Историчар уметности и књижевник Угљеша Рајчевић је 1998. године објавио монографију под називом „Рафаило Георгије Момчиловић - монах, сликар и мученик“. Наредне године је одржана прва ликовна колонија посвећена Рафаилу Момчиловићу у његовом родном селу Дероњама. Од тада се без прекида одржава сваке године, од 25. августа до 3. септембра, што су датуми хапшења и смрти игумана Рафаила. Колонија окупља уметнике, иконописце и пејзажисте, а њихови радови се, заједно са делима игумана Рафаила, чувају у великој галерији у Дероњама. Угљеша Рајчевић, организатор колоније, наводи писмо Милана Кашанина, тадашњег директора Музеја кнеза Павла, упућено Момчиловићу, као инспирацију за истраживачки рад, а потом и организацију ликовне колоније посвећене лику и делу свештеника и сликара.
На редовном заседању Светог архијерејског сабора Српске православне цркве 1999. године игуман Рафаило проглашен је за светог и унет у Именослов српске цркве као свештеномученик. Датум његовог спомена је 3. септембар. Маја 2000. године је канонизован на литургији у Храму Светог Саве на Врачару, који је водио патријарх српски Павле.